# Leptosphaeria tompkinsii
Leptosphaeria tompkinsii är en svampart som beskrevs av El-Ani 1966. Leptosphaeria tompkinsii ingår i släktet Leptosphaeria och familjen Leptosphaeriaceae.   Inga underarter finns listade i Catalogue of Life.